# سنغ سفيد (تشناران)
سنغ سفيد (بالفارسية: سنگ سفید) هي قرية تقع في قسم غلمكان الريفي (مقاطعة تشناران) في إيران. يقدر عدد سكانها بـ 159 نسمة بحسب إحصاء 2016.